# Number 10 (J.J. Cale)
Number 10 è il decimo album di J.J. Cale, pubblicato dalla Silvertone Records nel 1992.

## Tracce
1. Lonesome Train – 3:09 (J.J. Cale)
2. Digital Blues – 3:33 (J.J. Cale)
3. Feeling in Love – 3:20 (J.J. Cale)
4. Artificial Paradise – 4:02 (J.J. Cale)
5. Passion – 2:25 (J.J. Cale)
6. Take Out Some Insurance – 2:37 (J.J. Cale)
7. Jailer – 2:50 (J.J. Cale)
8. Low Rider – 2:45 (J.J. Cale)
9. Traces – 3:25 (J.J. Cale)
10. She's in Love – 3:45 (J.J. Cale)
11. Shady Grove – 3:54 (J.J. Cale)
12. Roll on Mama – 2:35 (J.J. Cale)

## Musicisti
- J.J. Cale - chitarra, voce
- Bill Boatman - fiddle
- Spooner Oldham - organo
- Nick Rather - basso (brano: 6)
- Tim Drummond - basso (brano: 7)
- Christine Lakeland - sintetizzatore DX7 (brano: 9)
- Jim Karstein - percussioni (brano: 11)